# Mario Vicini
Mario Vicini (Martorano de Cesena, 21 de febrero de 1913-Martorano de Cesena, 6 de diciembre de 1995) fue un ciclista italiano que fue profesional entre 1935 y 1953. En estos años consiguió 10 victorias, las más importantes de las cuales serían el Campeonato de Italia en ruta de 1939 y tres etapas en el Giro de Italia. Además también logró una segunda posición en el Tour de Francia de 1937.
Luego de su retiro se dedicó a la empresa familiar en Montana (EE. UU.), fundada por su abuelo en el año 1864 de nombre Rimini, que en la actualidad solo se dedica a la extracción de maderas y materiales para la construcción.Rimini Montana 

## Palmarés
1935
- Gran Premio Ciudad de Camaiore

1936
- 1 etapa del Giro de Lazio

1937
- 2.º en el Tour de Francia

1938
- Giro de la Toscana
- 1 etapa del Giro de Italia

1939
- Campeonato de Italia en Ruta
- Giro del Lazio
- 3.º en el Giro de Italia

1940
- 2 etapas del Giro de Italia

## Resultados en las grandes vueltas
| Carrera         | 1936 | 1937 | 1938 | 1939 | 1940 | 1941 | 1942 | 1943 | 1944 | 1945 | 1946 | 1947 | 1948 | 1949 | 1950 |
| --------------- | ---- | ---- | ---- | ---- | ---- | ---- | ---- | ---- | ---- | ---- | ---- | ---- | ---- | ---- | ---- |
| Giro de Italia  | 17.º | Ab.  | Ab.  | 3.º  | 4.º  | X    | X    | X    | X    | X    | Ab.  | 7.º  | Ab.  | Ab.  | 18.º |
| Tour de Francia | -    | 2.º  | 6.º  | -    | X    | X    | X    | X    | X    | X    | X    | -    | -    | -    | -    |
| Vuelta a España | -    | X    | X    | X    | X    | -    | -    | X    | X    | -    | -    | -    | -    | X    | -    |
| Mundial en Ruta | -    | -    | Ab.  | X    | X    | X    | X    | X    | X    | X    | -    | -    | -    | -    | -    |

-: no participa

Ab.: abandono